# 팜비치 포스트
《팜비치 포스트》(The Palm Beach Post)는 미국 플로리다주 팜비치군에서 발행되는 일간 신문이다.